# Акбулатово (Бурзянський район)
Акбула́тово (рос. Акбулатово, башк. Ахбулат) — присілок у складі Бурзянського району Башкортостану, Росія. Входить до складу Кієкбаєвської сільської ради.
Населення — 5 осіб (2010; 10 в 2002).
Національний склад:
- башкири — 90%